# Malaltia dels òrgans genitals masculins
Una malaltia dels òrgans genitals masculins és un trastorn que afecta l'aparell reproductor masculí. Un exemple és l'orquitis.